# Sentier de grande randonnée 6

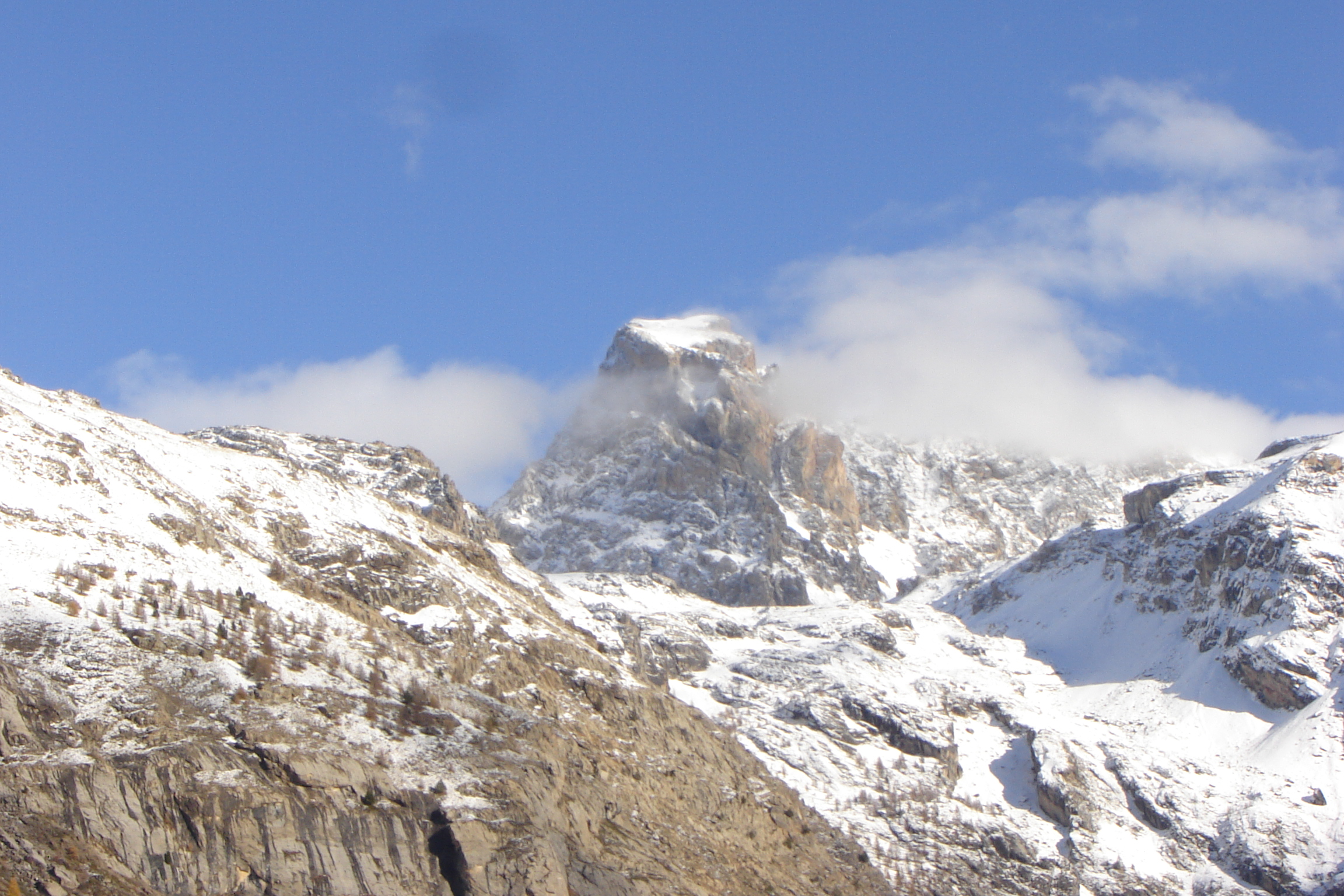
Zoom sur le point culminant à partir de l'extrémité Est du parcours le hameau de Fouillouse

Le sentier de grande randonnée 6 (GR 6)  est un itinéraire de randonnée français. Il part d'Arcachon en Gironde et se termine à Saint-Paul-sur-Ubaye dans les Alpes-de-Haute-Provence. Il relie l'Aquitaine aux Alpes françaises en passant par le sud du Massif central.

## Le GR 6
D'Arcachon à Saint-Paul-sur-Ubaye, le GR 6 traverse neuf départements : la Gironde, la Dordogne, le Lot, l'Aveyron, la Lozère, le Gard, les Bouches-du-Rhône, le Vaucluse et les Alpes-de-Haute-Provence.
Sa longueur totale est de 1 367 km.
Il passe par les principales villes suivantes :
- La Teste-de-Buch,
- Gujan-Mestras,
- Mios,
- Salles,
- Belin-Béliet,
- Langon,
- Sauveterre-de-Guyenne
- Sainte-Foy-la-Grande
- Lalinde,
- Sarlat-la-Canéda,
- Figeac,
- Decazeville,
- Espalion,
- Anduze,
- Beaucaire (Gard),
- Tarascon,
- Forcalquier,
- Sisteron.

Sur le trajet, on peut admirer, entre autres merveilles, plusieurs sites du patrimoine mondial de l'UNESCO :
- Au titre des sites préhistoriques et grottes ornées de la vallée de la Vézère : l'abri du Poisson, l'abri de Cro-Magnon aux Eyzies
- Au titre des chemins de Saint-Jacques-de-Compostelle :

Rocamadour,
l’hôpital Saint-Jacques de Figeac,
l’abbatiale Sainte-Foy de Conques,
le pont sur le Dourdou à Conques,
le pont gothique sur le Lot à Estaing,
le Pont Vieux à Espalion,
le pont dit « des pèlerins » sur la Boralde à Saint-Chély-d'Aubrac,
- le pont du Gard.

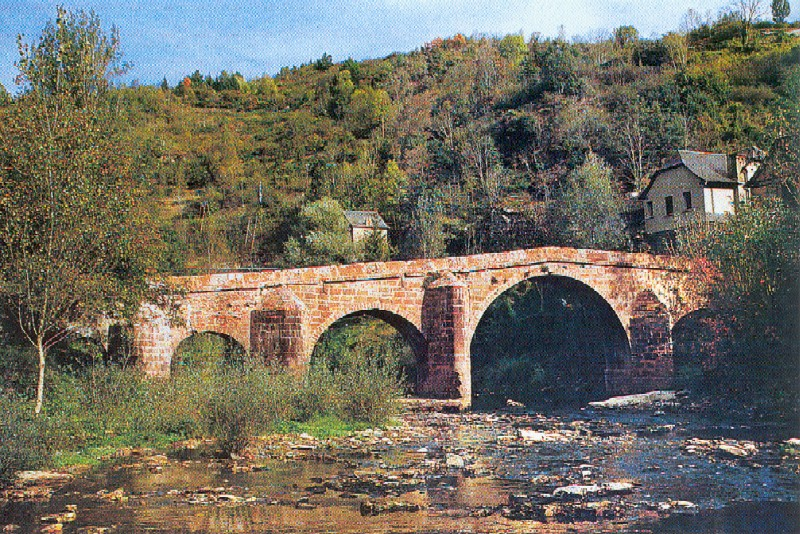
Le pont sur le Dourdou à Conques.
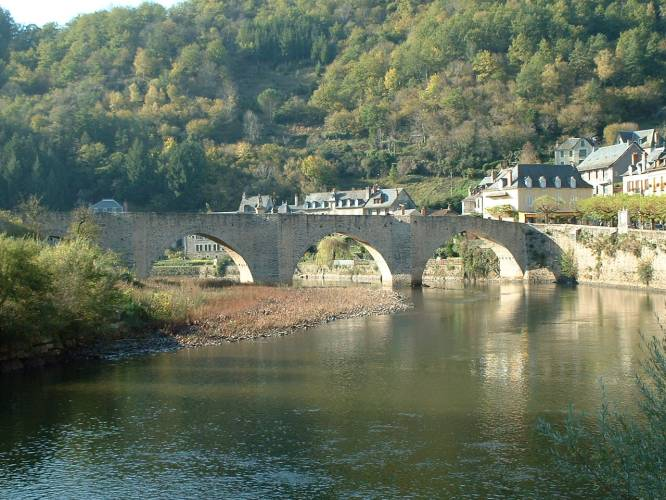
Le pont surplombant le Lot à Estaing.
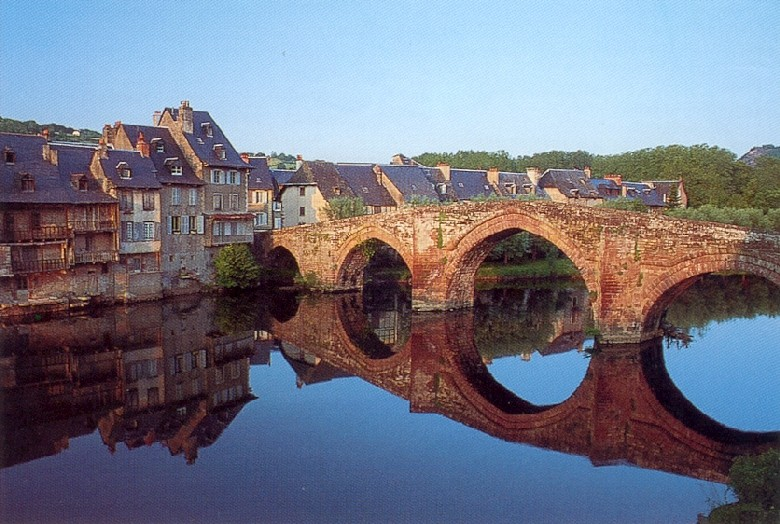
Le pont sur le Lot à Espalion.
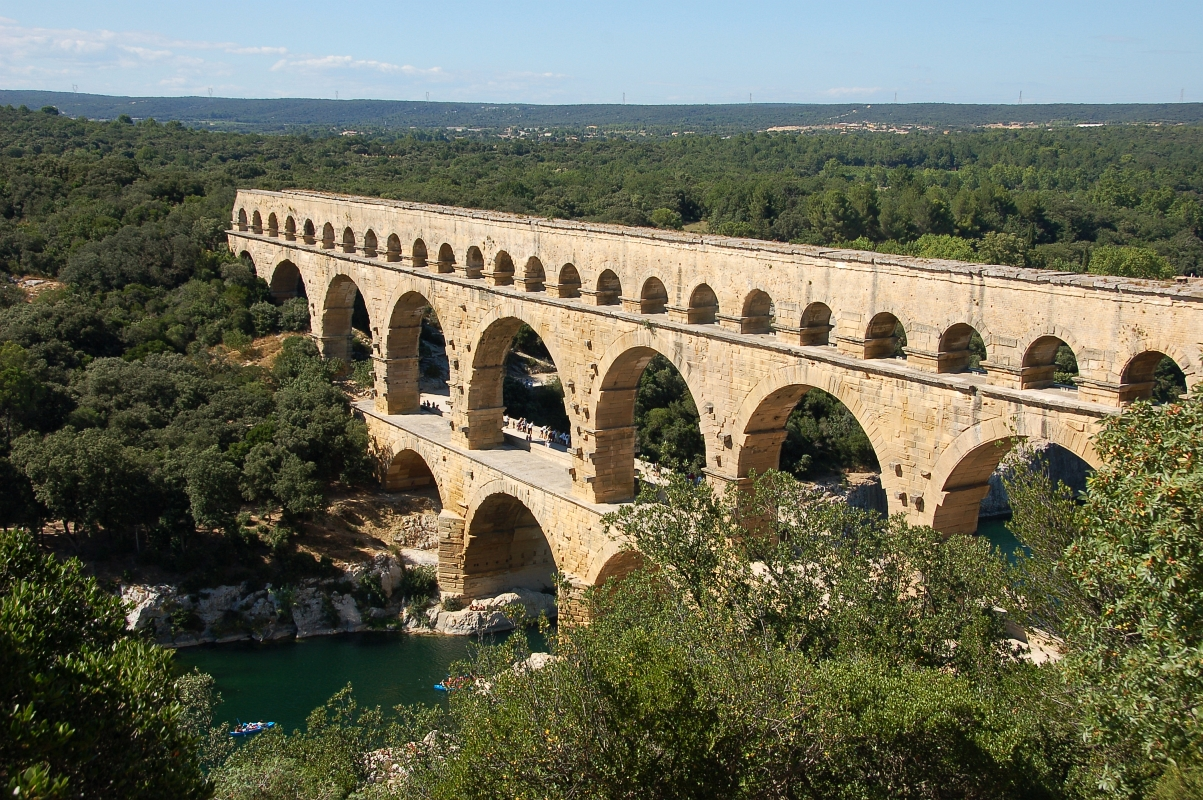
Le pont du Gard.

### Le GR 6 en Gironde (242 km)

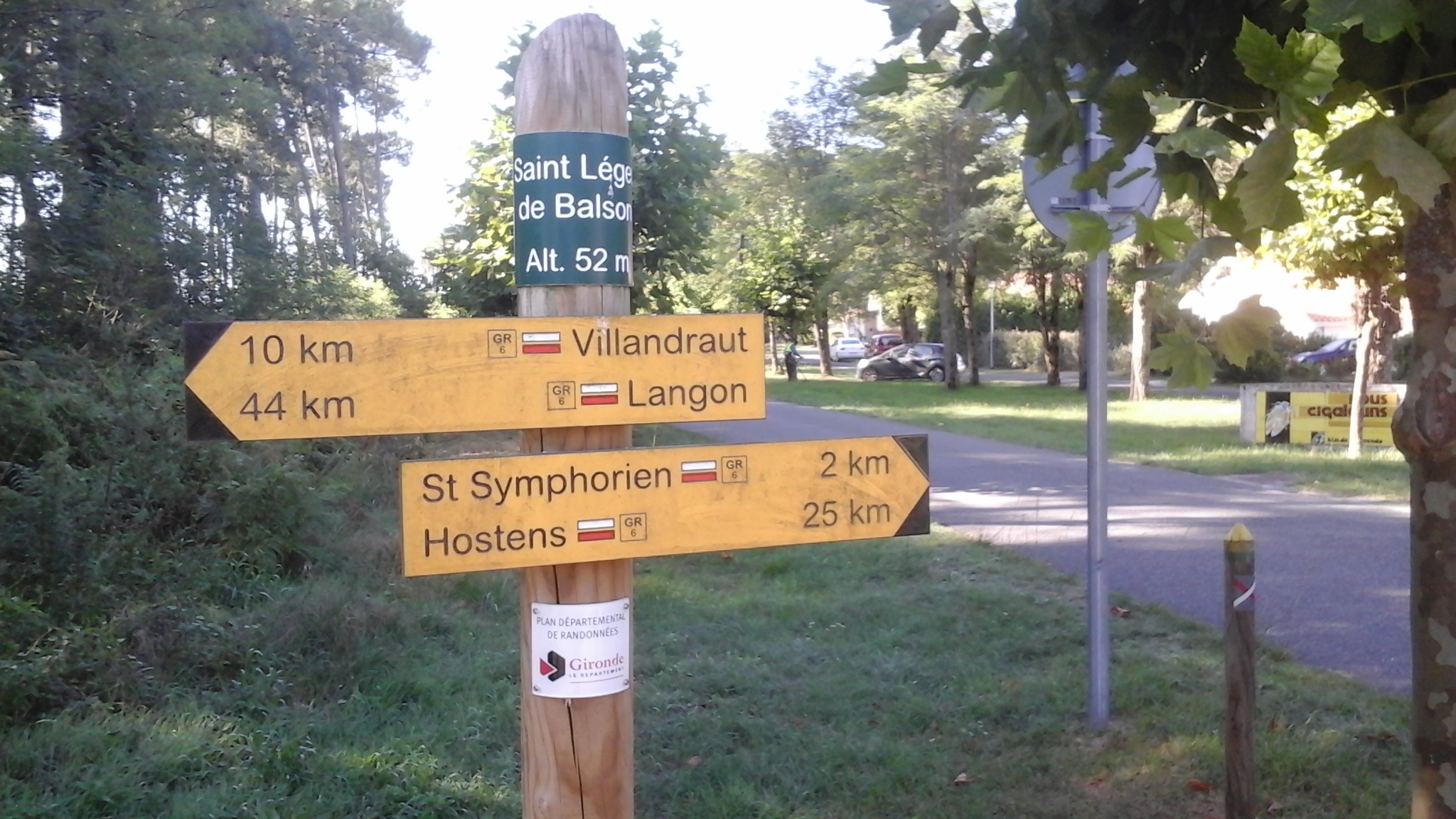
Panneaux du GR 6 à Saint-Léger-de-Balson indiquant deux directions opposées, vers Villandraut et Langon d'une part, et Saint-Symphorien et Hostens de l'autre.

L'extrémité ouest du GR 6 se situe à Arcachon, devant la jetée Thiers, à 500 mètres de la gare d'Arcachon, où il se sépare du GR 8. Il passe par les communes de Gujan-Mestras, Le Teich, Mios, Salles et Belin-Béliet. 
Il visite la base départementale de loisirs d'Hostens, les bourgs de Saint-Symphorien et Villandraut, passe à proximité de Sauternes et rejoint Langon en longeant le Ciron puis la Garonne. Il est toutefois actuellement (en mai 2023) impraticable entre Belin-Béliet et Saint-Symphorien du fait des grands incendies de 2022.
À Langon, l'accès au GR 6 est à 500 mètres de la gare de Langon, avec liaisons régulières par TER de Bordeaux et d'Agen.
Il traverse le Haut Entre-deux-Mers par les bastides de Sauveterre-de-Guyenne et Pellegrue, faisant de courtes incursions en Lot-et-Garonne, avant de rejoindre l'église de Pineuilh où il croise la branche ouest du GR 654, à deux kilomètres de Sainte-Foy-la-Grande. Ces deux sentiers forment un tronçon commun en obliquant vers le sud-est et quittent la Gironde en limite des communes de Ligueux et Saint-Philippe-du-Seignal.

### Le GR 6 en Dordogne (173 km)
Le tronçon commun aux GR6 et 654 entre en Dordogne sur la commune de Razac-de-Saussignac. Il passe à proximité du château dans le bourg de Saussignac, puis devant le château de Gageac et la chapelle Saint-Mayme de Pomport. Les deux sentiers se séparent moins d'un kilomètre plus loin.
Après le moulin de Malfourat, le GR 6 fait tronçon commun avec la branche est du GR 654, passant devant le château de Monbazillac. Ils se séparent presque aussitôt et le GR 6 continue vers l'est et passe devant le château de Lanquais. Il traverse le sud du bourg de Couze-et-Saint-Front puis la Dordogne au pont de Lalinde, entrant dans la bastide.
Il longe ensuite le canal de Lalinde jusqu'au barrage et au bourg de Mauzac et continue en rive droite de la Dordogne jusqu'à Trémolat, puis Limeuil, adhérent de l'association Les Plus Beaux Villages de France. Il remonte ensuite vers le nord à travers les coteaux avant de redescendre vers Le Bugue et la Vézère.
Il passe devant la grotte de Saint-Cirq et traverse la Vézère, arrivant au bourg des Eyzies, fleuron de la vallée de la Vézère, passant devant certains de ses sites préhistoriques (abri de Cro-Magnon, abri Pataud, grotte de Font-de-Gaume, grotte des Combarelles), ainsi qu'à proximité du château de Commarque. Il continue vers les cabanes du Breuil et le château de Campagnac. Il traverse la ville de Sarlat et continue vers le château de Paluel puis Carlux et son château. Il quitte le département sur la commune de Peyrillac-et-Millac.

### Le GR 6 dans le Lot (110 km)
Le GR6 entre dans le Lot par la commune de Souillac et son abbatiale Sainte-Marie, franchit la Dordogne au niveau du château de la Treyne, passe devant le château de Belcastel puis remonte la vallée de l'Ouysse, passant devant le moulin de Cougnaguet, et arrive à  Rocamadour, où il croise le GR 46.
Jusqu'à Figeac, il est alors sur le tracé d'une variante du chemin de Saint-Jacques. Il passe ainsi par les gorges de l'Alzou et le moulin du Saut, traverse Gramat, puis chemine longuement sur le causse jusqu'à Lacapelle-Marival et son château. Ensuite, il traverse les contreforts du Massif central en passant par Cardaillac — adhérent de l'association Les Plus Beaux Villages de France — et ses tours.
À Figeac, il rencontre le GR 65 (chemin de Saint-Jacques de Compostelle, voie du Puy) et fait tronçon commun avec lui jusqu'à sa sortie du département, en limite des communes de Montmurat et Montredon.

### Le GR 6 en Aveyron (120 km)
En Aveyron, le tracé du GR 6 est presque entièrement commun avec le GR 65 (chemin de Saint-Jacques de Compostelle, voie du Puy) et est donc très fréquenté. Il pénètre dans le département par la commune de Livinhac-le-Haut et franchit le Lot.
Il visite les grandes étapes jacquaires de ce département : Decazeville, Conques (adhérent de l'association Les Plus Beaux Villages de France) et son abbatiale Sainte-Foy, Estaing (adhérent de l'association Les Plus Beaux Villages de France), Bessuéjouls et son église Saint-Pierre, Espalion et l'église Saint-Hilarian-Sainte-Foy de Perse, Saint-Côme-d'Olt (adhérent de l'association Les Plus Beaux Villages de France), Saint-Chély-d'Aubrac, et parcourt le bassin minier de Decazeville, le Haut Rouergue, la vallée du Lot avant de monter sur l'Aubrac. Les deux GR se séparent à deux reprises en constituant des variantes l'un pour l'autre : entre le puy de Fraysse (commune de Firmi) et Conques d'abord, entre Espeyrac et Estaing ensuite. Le GR6 est alors un peu plus sportif et moins goudronné que le GR 65.
Les deux GR se séparent à Saint-Chély-d'Aubrac, le GR6 montant vers le sommet de l'Aubrac (signal de Mailhebiau) pour faire une incursion de sept kilomètres en Lozère sur la commune de Trélans puis revient marquer la limite sur plus de trois kilomètres entre les deux départements, sur la commune de Pomayrols pour quitter définitivement l'Aveyron par la commune de Saint-Laurent-d'Olt.

### Le GR 6 en Lozère (110 km)
Le GR 6 descend du plateau de l'Aubrac par Nogardel jusqu'à la vallée du Lot ; il fait étape à Banassac (gare TER) ou La Canourgue. Il monte ensuite sur le causse de Sauveterre qu'il traverse intégralement du nord au sud en passant par le Point Sublime au-dessus des gorges du Tarn. Il descend au fond des gorges au village des Vignes, puis emprunte un sentier rive gauche au fond des gorges jusqu'à Peyreleau, au confluent du Tarn et de la Jonte. Il remonte alors sur le causse Méjean en visitant plusieurs sites remarquables : les Arcs de Saint Pierre, le village gallo-romain de Résiniers, la grotte de l'Homme Mort, le village de Saint-Pierre-des-Tripiers, l'aven Armand. Il descend enfin sur Meyrueis, important carrefour de GR, où se détache notamment la variante GR 6A.
Il commence alors sa traversée des Cévennes avec un parcours à cheval sur la limite départementale entre Lozère et Gard, remontant une crête descendant de l'Aigoual jusqu'à la station de ski de Prat Peyrot, où il entre définitivement dans le Gard.

### Le GR 6 dans le Gard (160 km)
De Prat Peyrot, où il retrouve le GR 7, le GR 67, et la variante GR 6A, le GR 6 rejoint le sommet du Mont Aigoual (1565 m) puis descend au col de l'Aire de Côte (important gîte d'étape). Il suit ensuite la crête séparant la Vallée Borgne de la Haute Vallée de l'Hérault en suivant la draille et en empruntant une série de cols (col du Pas, col de l'Homme Mort (fin de la variante GR6A par Les Plantiers), col de l'Asclier, col du Fageas). La variante GR6B descend à Notre-Dame-de-la-Rouvière. Il rejoint enfin Colognac, le col du Rédarès, Saint-Félix-de-Pallières, Anduze.
À partir d'Anduze, l'itinéraire suit de plus ou moins près la vallée du Gardon en passant par  les villages de Tornac, Massillargues, Lézan, Cardet, en rive droite, passe rive gauche par Vézénobres (où il est rejoint par le GR 700, chemin de Régordane avec lequel il est en tronc commun jusqu'à Aubarne), Ners, Cruviers, Lascours, Moussac, Saint-Chaptes, Aubarne (commune de Sainte-Anastasie, séparation du GR 700). Il surplombe ensuite les gorges du Gardon, site classé, jusqu'à Collias, passe au pont du Gard et en rive droite du Gardon), puis Saint-Bonnet-du-Gard (église fortifiée), Sernhac, Meynes, l'abbaye troglodytique de Saint-Roman et Beaucaire, d'où il rejoint les Bouches-du-Rhône et Tarascon.
Ce sentier de randonnée permet ainsi, dans ce département, de traverser les Cévennes (patrimoine mondial de l'Humanité), et de parcourir la vallée du Gardon, rivière qui a donné son nom au Gard, et ses villes, villages et sites emblématiques (Anduze, Collias, l'Uzège, les gorges du Gardon, le pont du Gard).

### Le GR 6 dans les Bouches-du-Rhône (94 km)
Après une courte traversée de la plaine alluviale du Rhône, le GR 6 parcourt toute la chaîne des Alpilles dans sa plus grande longueur. Il passe à proximité immédiate des Baux-de-Provence, descend à Saint-Rémy-de-Provence (site antique de Glanum), remonte sur le plateau de la Caume avant de redescendre à Eygalières. Il traverse alors la chaîne dans le sens nord-sud puis longe la base sud du massif jusqu'à Eyguières. Il remonte une dernière fois sur la crête des Alpilles avant de descendre à Lamanon.
Longeant l'autoroute du Soleil sur quelques kilomètres, il parcourt ensuite un paysage de collines et de garrigues pour rejoindre Vernègues (ruines de l'ancien village) et Alleins. Traversant la plaine de la Durance, il rejoint Mallemort pour traverser la Durance et entrer dans le département de Vaucluse.

### Le GR 6 en Vaucluse (95 km)
À partir de Mérindol, le GR 6 attaque l'ascension du massif du Luberon, dont il atteint le sommet au Bastidon du Pradon (704 m), avant de redescendre sur le village ruiné d'Oppède-le-Vieux. Il longe le pied nord du Luberon jusqu'à Robion, traverse la plaine du Calavon puis décrit une large boucle sur le plateau du Vaucluse, passant à proximité de Fontaine-de-Vaucluse, devant l'abbaye de Sénanque, et rejoignant le village de Gordes, adhérent de  l'association Les Plus Beaux Villages de France. Poursuivant vers l'est et longeant le pied du plateau, il passe à Roussillon (carrières d'ocre), également adhérent de  l'association Les Plus Beaux Villages de France, Gargas et Rustrel et son Colorado provençal, Viens, et entre dans les Alpes-de-Haute-Provence en direction d'Oppedette.

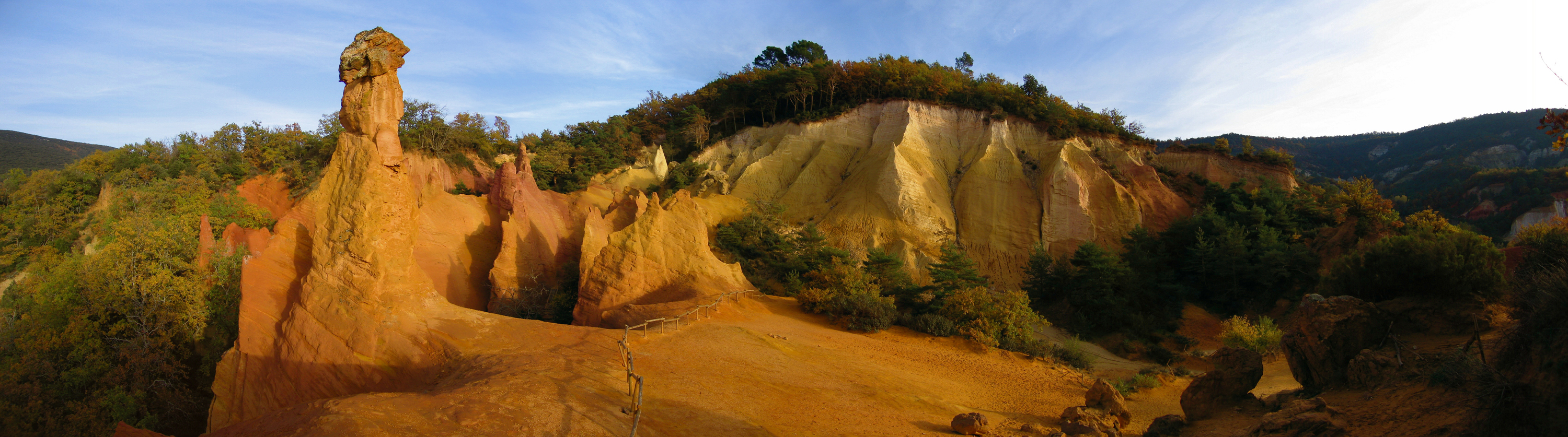
Le colorado provençal, Rustrel.
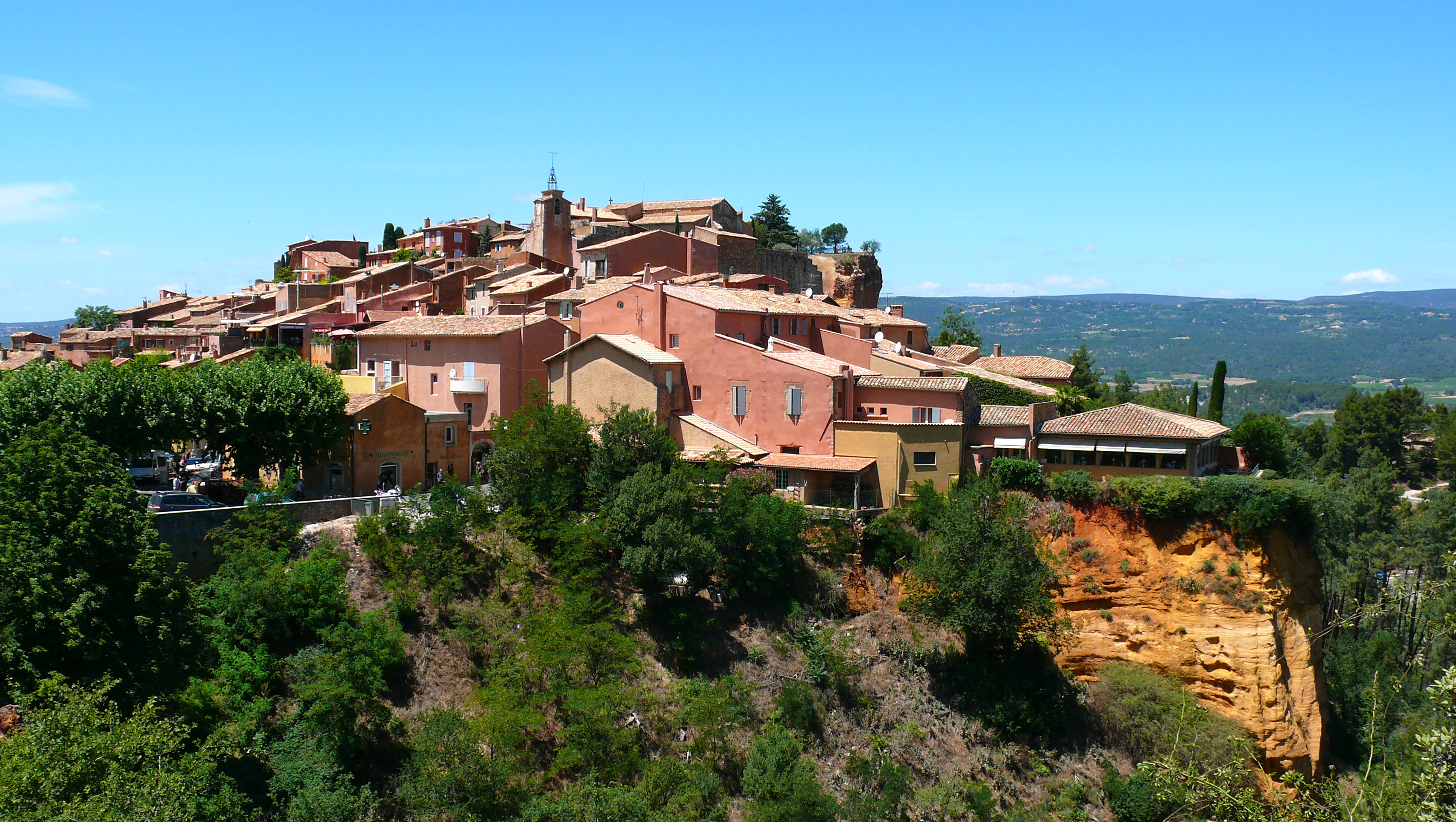
Roussillon.
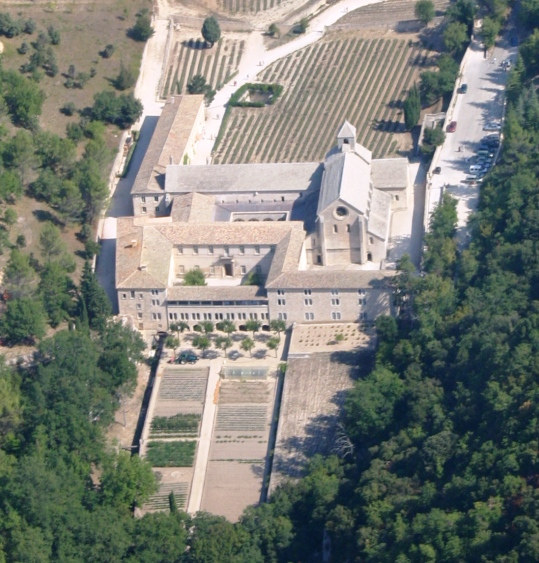
L'abbaye de Sénanque, Gordes.
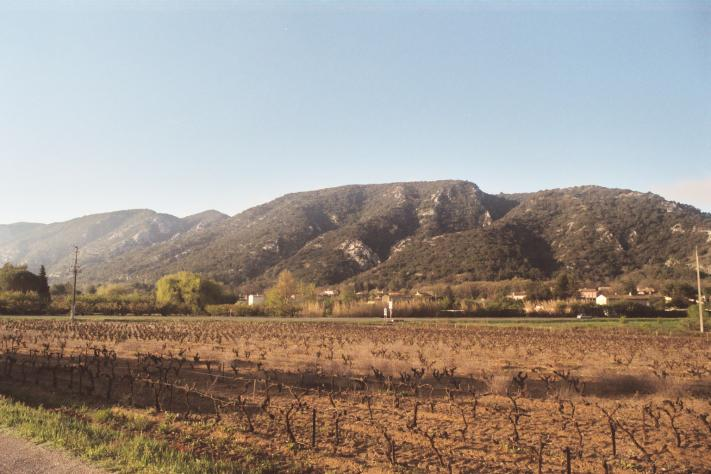
Le Petit Luberon au niveau de Robion vu depuis le nord-ouest.

### Le GR 6 dans les Alpes-de-Haute Provence (260 km)
Le GR 6 traverse tout ce département dans sa plus grande longueur. Il y entre  par les gorges de la rivière Calavon. Il traverse ensuite le territoire de la commune d'Oppedette, où il rencontre le GR4 et est commun avec lui jusqu'à l'ancienne abbaye de Valsaintes, sur la commune de Simiane-la-Rotonde. Longeant le pied du massif de Lure, il  traverse Limans et franchit la rivière la Laye pour arriver à Forcalquier.
À partir de Forcalquier commence la longue montée vers le sommet de la montagne de Lure (1826 m), par Fontienne, Saint-Etienne-les-Orgues et l'ermitage Notre-Dame-de-Lure. Il redescend ensuite dans la vallée du Jabron via la commune de Valbelle. Suivant une crête, il atteint Sisteron où il traverse la Durance.
Il entre alors dans les Préalpes et traverse des régions très peu peuplées. De Sisteron à Saint-Geniez, il est commun avec le GR 653D (Chemin de Saint Jacques de Compostelle, voie d'Arles). Il traverse ensuite Authon et traverse le massif des Monges. Au col de Clapouse, une variante par les crêtes permet d'éviter de redescendre à Bayons puis de remonter sur la Crête de Val-Haut. L'itinéraire redescend ensuite longuement pour traverser la vallée de la Blanche à Seyne.
Il pénètre ainsi dans une ambiance franchement montagnarde par le col de Bernardez (2 304 m) pour atteindre la vallée de l'Ubaye. Il descend le frais vallon du Laverq, puis remonte au Col de Séolane (2273m) et redescend jusqu'à l'Ubaye sur la commune de Méolans-Revel. Il traverse cette rivière, l'Ubaye, pour cheminer (commun avec le GR 56 Tour de l'Ubaye) dans la forêt domaniale du Riou Bourdoux de la commune de Saint-Pons. Il chemine sur le versant sud pour atteindre le col de la Pare (2 655 m, point culminant de l'itinéraire).

Il rejoint le vert vallon du Parpaillon et entre ainsi dans la haute Ubaye par la commune de La Condamine-Châtelard. Il passe par le Pas du Roy et le Fort de Tournoux (un des verrous stratégiques transalpins Piémont-Durance). Il remonte ensuite jusqu'au hameau de Fouillouse, où il rejoint le GR 5 au pied du très dominant Brec du Chambeyron.

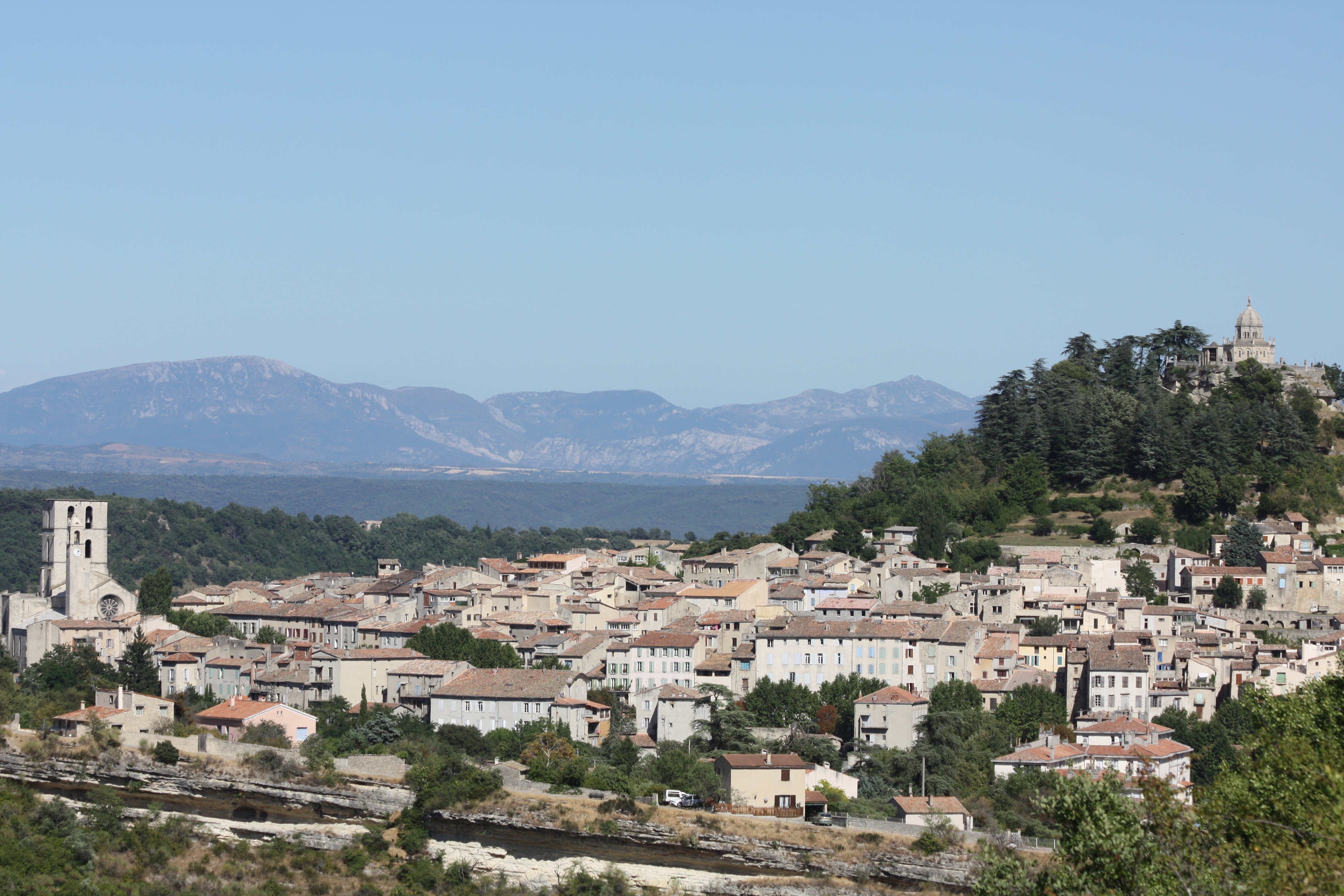
Forcalquier
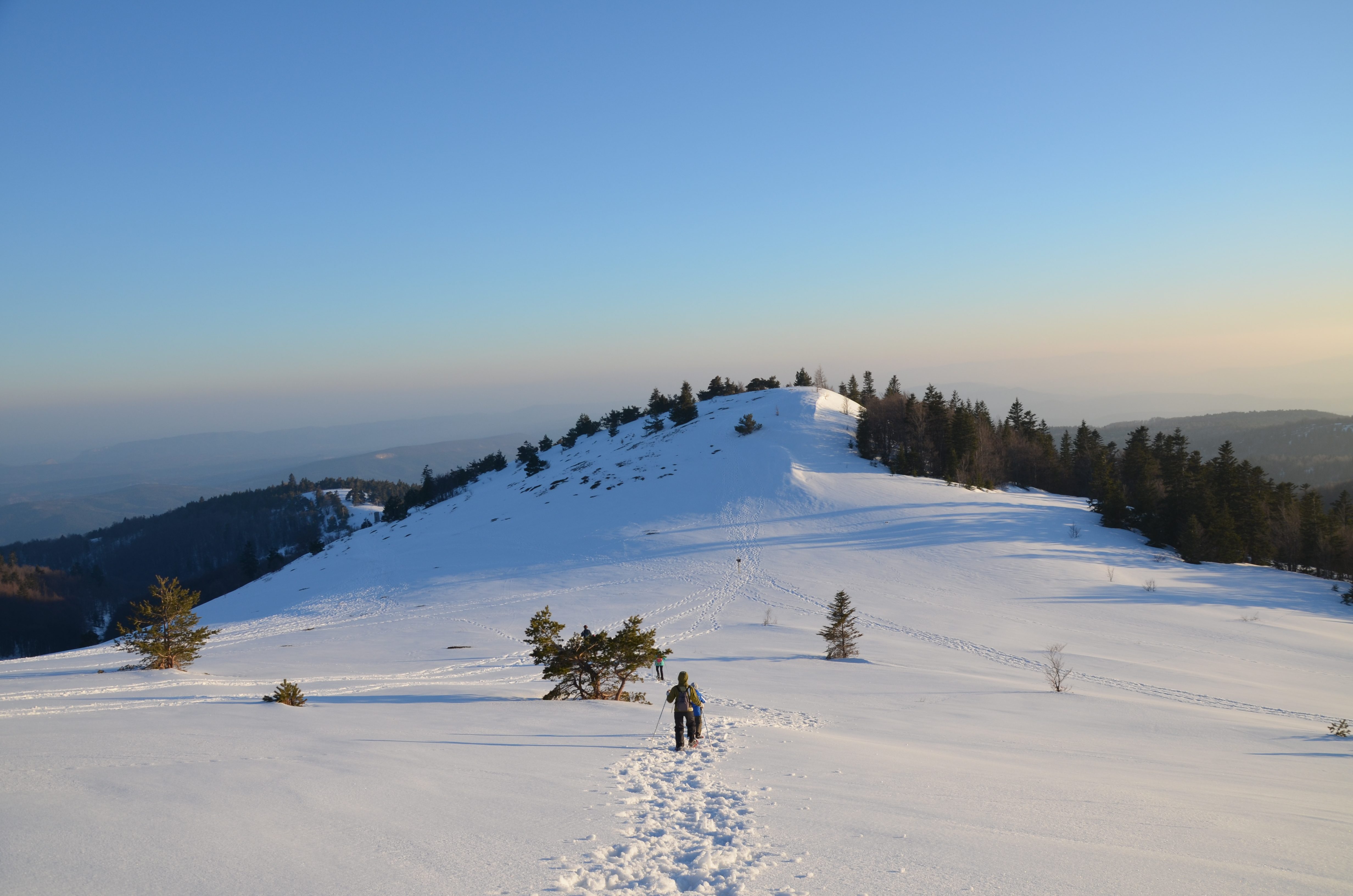
La montagne de Lure.
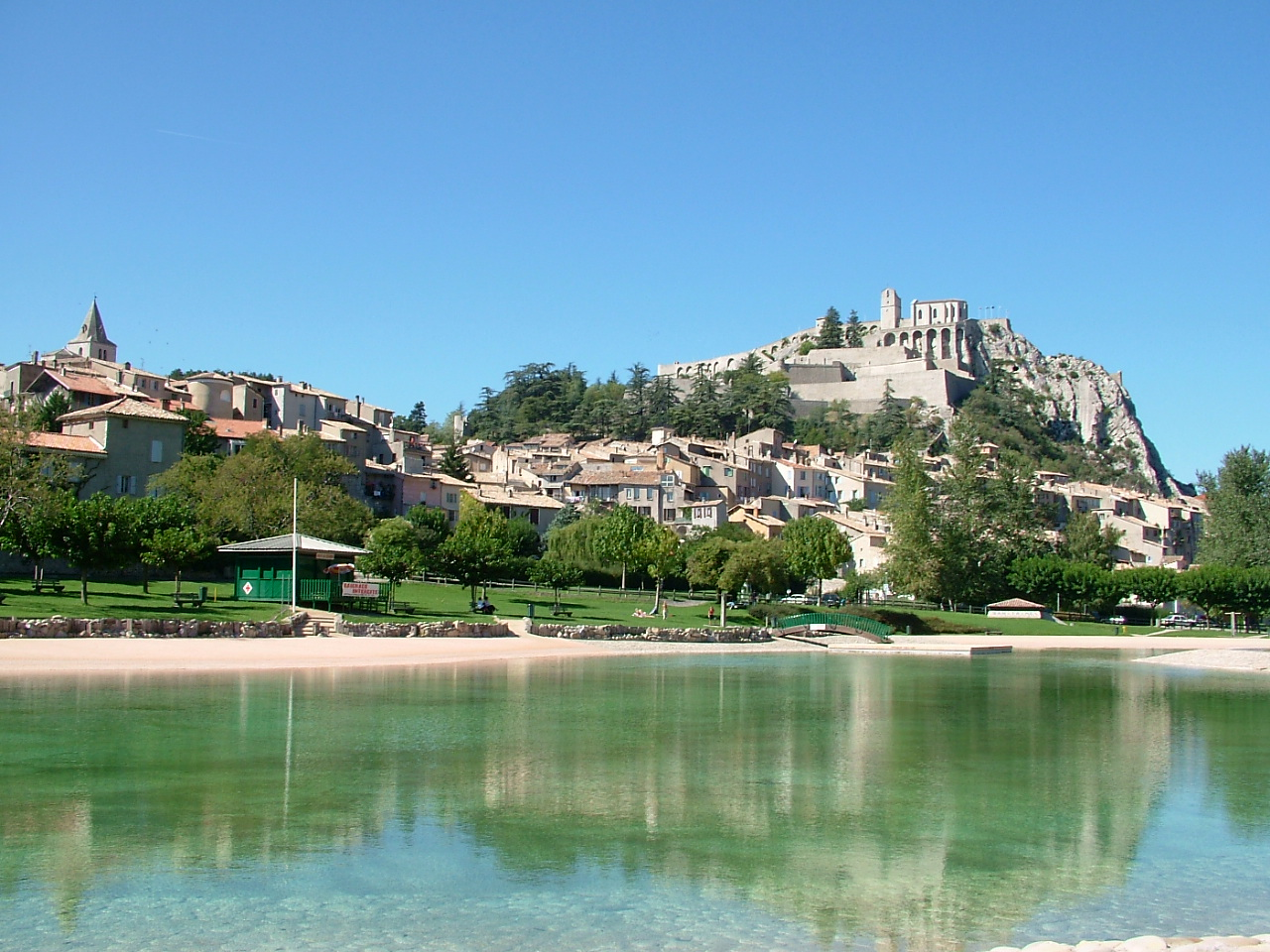
Sisteron.
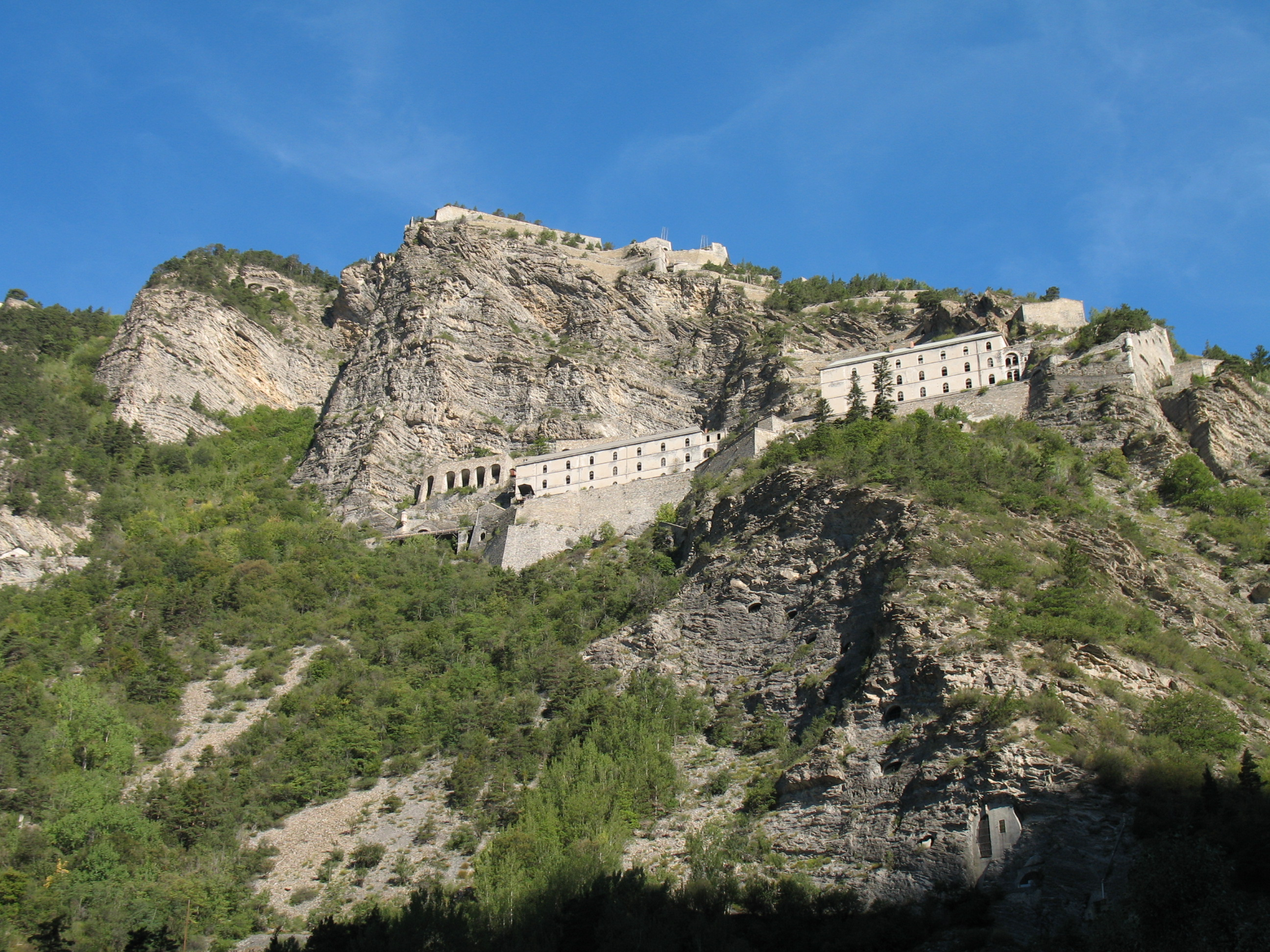
Fort de Tournoux.
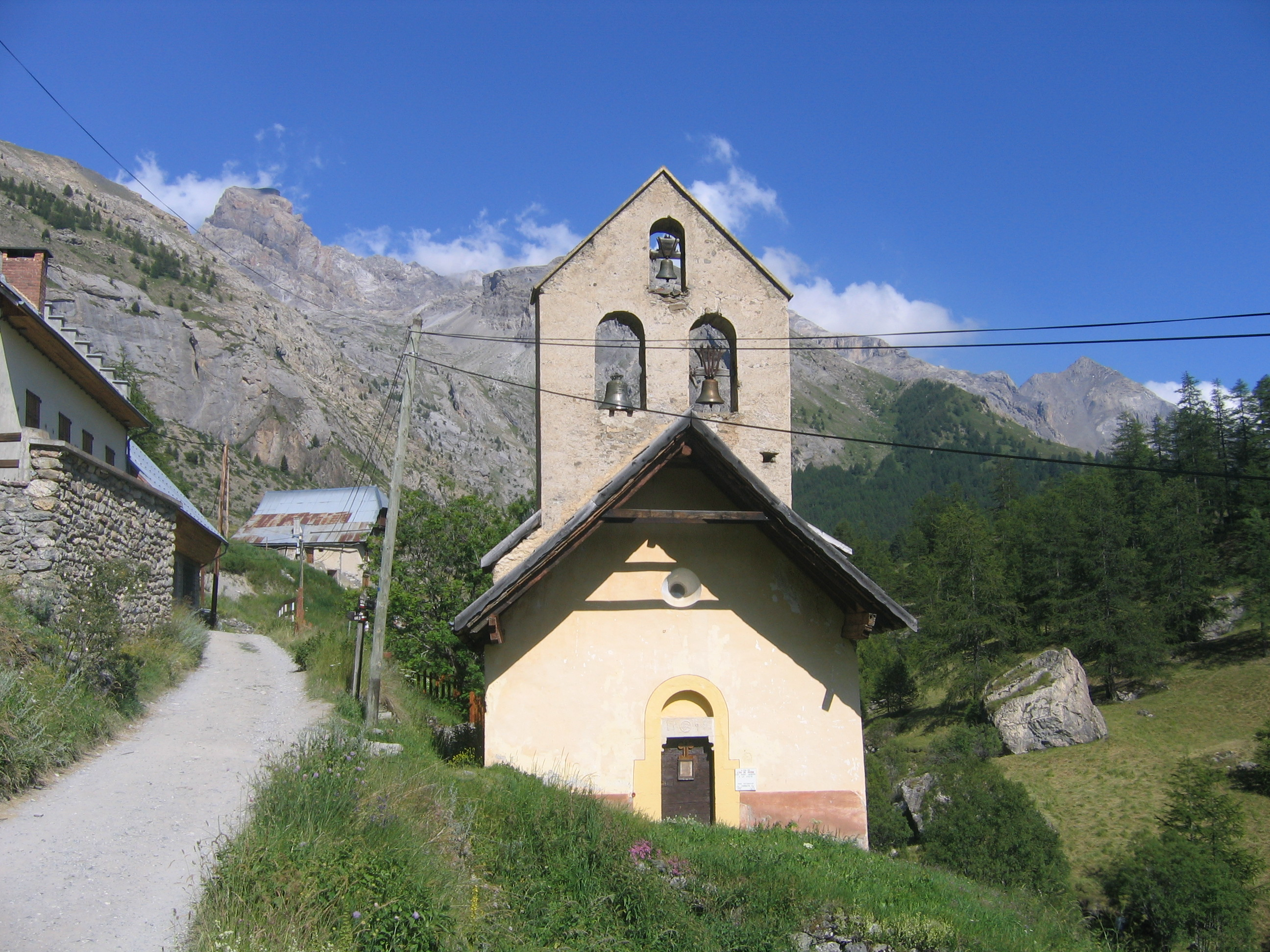
La petite église de Fouillouse est l'extrémité Est du parcours.

## Variantes

### GR 6A
En Lozère, le GR 6A diverge du GR 6 à deux reprises vers le nord, d'abord sur une douzaine de kilomètres au départ de Meyrueis, en empruntant la voie des crêtes au nord de la vallée du Béthuzon jusqu'à Prat Peyrot, puis sur une quinzaine de kilomètres par le col de l'Espinas, le Pic de Borgne et Les Plantiers.

### GR 6B
Dans le Gard, en forêt de l'Aigoual, le GR 6B diverge du tronçon commun entre les GR 6 et GR 7, faisant une incursion d'une quinzaine de kilomètres vers le sud et le bourg de Notre-Dame-de-la-Rouvière, et revenant au tracé du GR 6 au col de l'Asclier.

### GR 6D
Au départ de Sainte-Foy-la-Grande, le GR 6D, boucle d'une trentaine de kilomètres, passait par la rive droite de la Dordogne traversant Port-Sainte-Foy-et-Ponchapt et Saint-Pierre-d'Eyraud avant de rejoindre le tracé du GR 6 à Saussignac. Cette variante a été supprimée en 2019.

### GR 6E
En Dordogne, le GR 6E, trajet long de 20,4 kilomètres, fait la liaison entre le GR 6 à Couze-et-Saint-Front, au niveau du pont de Lalinde, et le GR 36 qu'il rejoint sur la commune de Sainte-Croix, près du lieu-dit Jean de Bannes. Il traverse Saint-Avit-Sénieur dont l'église est classée sur la liste du patrimoine mondial de l'Unesco, au titre des chemins de Saint-Jacques-de-Compostelle en France.